# جنون سرعت: فرار
جنون سرعت: فرار (انگلیسی: Need for Speed: The Run) یک بازی ویدئویی در سبک بازی ویدئویی مسابقه‌ای است که توسط الکترونیک آرتس منتشر شد. جنون سرعت: فرار در پلت‌فرم‌های وی، اکس‌باکس ۳۶۰، پلی‌استیشن ۳، و مایکروسافت ویندوز منتشر شده‌است.
نسخه جدید از سری بازی‌های Need for Speed توسط EA Game عرضه شد. استدیوی Black Box که سازنده این سری بازی می‌باشد  حدود سه سال یعنی پس از عنوان Undercover کار می‌کنند.این استودیو که سعی داشته داستان را با سری Need for Speed وارد کند و در Need for Speed: The Run به این مساله دست پیدا کرده‌است.اما چیزی که در این نسخه قابل توجه است، خارج شدن از ماشین و بازی با شخصیت داستان می‌باشد . موتور این بازی همان موتور Frostbite 2 که بازی معروف Battlefield 3 با آن ساخته شده‌است. به گفته سازندگان این بازی مسیرهای بازی دو برابر Need for Speed قبلی یعنی حدود 300 کیلومتر می‌باشد  و هم‌چنین در دموهای قبل از بازی شاهد اضافه شدن ماشین‌های جدیدی نظیرFord Shelby GT500 Super Snake، BMW M3 E30 Sport Evolution، McLaren MP4-12C بودیم. شما در این بازی به راحتی می توانید یک Porsche همانطور که در NFS هست برانید و در سر پیچ‌ها بسیار نرم پیچید و اگر با یک پرش بلند ماشین چپ کند و خراب شود شما قادر هستید با استفاده از گزینه Rewind مسابقه را به عقب برگردانید و یک بار دیگر شانس خود را امتحان کنید .

## داستان
جک رورک، یک راننده‌ی مسابقات خیابانی باتجربه، چشمان خود را در حالی باز می‌کند که یک باند خلافکار به خاطر طلبی که از او دارند، او را در حالی که در یک ماشین زندانیی شده، داخل دستگاه پرس اوراق خودرو می‌اندازند. او می‌تواند به موقع خود را از ماشین بیرون کشیده و ماشین یکی از طلبکاران را دزدیده و از قبرستان خودرویی که در اوکلند قرار دارد و در آنجا گرفتار شده، نجات یابد. پس از آن او به سانفرانسیسکو رفته و با یکی از دوستانش به نام سم هارپر دیدار می‌کند که یک ترتیب‌دهنده‌ی مسابقات خیابانی است. او قبول می‌کند که به جک کمک کند تا با طلب‌کارهایش به توافق برسد و در ازایش از او می‌خواهد که در یک مسابقه‌ی غیرقانونی که در مقیاسی عظیم از سانفرانسیسکو تا نیویورک برگزار می‌شود شرکت کند. سم قبول می‌کند که مبلغ ورودی به مسابقه را پرداخت نماید و جک جایزه‌ی ۲۵ میلیون دلاری را برای او به ارمغان آورد. رورک شرایط سم هارپر را می‌پذیرد و طبق آن می‌تواند در انتها ده درصد از مبلغ جایزه را برای خود بردارد. سم یک تبلت به او می‌دهد که اطلاعات و جزئیات دقیق مسابقه در آن به نمایش درمی‌آید. 
۴ ساعت بعد رورک یک ماشین از گاراژ شخصی خود انتخاب کرده و مسابقه را در سه مرحله از سانفرانسیسکو تا لاس وگاس آغاز می‌کند. سم نیز در همان ابتدا به او مأموریت می‌دهد که هنگام پایان یافتن سه مرحله‌ی نخست مسابقه و رسیدن به لاس وگاس حداقل باید به رتبه‌ی ۱۵۰ دست یافته باشد. علاوه بر نبرد با دیگر رانندگان شرکت‌کننده در مسابقه که به دنبال جایزه‌ی نقدی‌اند و برخورد با پلیس‌های محلی که در صدد بازداشت آن‌ها هستند، رورک باید مارکوس بلکوِل - یکی از اعضای خانواده‌ای که به آن‌ها بدهی دارد - را نیز شکست دهد. مارکوس مأمور شده تا اطمینان یابد جک پس از فرار کشته شدن به دست آن‌ها پیروز نشود. رورک هر سه مرحله‌ی نخست را با پیروزی پشت سر می‌گذارد، اما در انتها توسط پلیس‌ها در یک راه‌بندان در شهر لاس وگاس بازداشت شده و مجبور می‌شود تا از دست پلیس‌ها فرار کرده و برای چهار مرحله‌ی آینده از لاس وگاس تا شیکاگو از یک ماشین جدید استفاده کند. او همچنین مأموریت دارد تا هنگام رسیدن به شیکاگو دست کم رتبه‌ی ۵۰ را کسب کرده باشد. 